# Pheidole rhinoceros
Pheidole rhinoceros är en myrart som beskrevs av Auguste-Henri Forel 1899. Pheidole rhinoceros ingår i släktet Pheidole och familjen myror. Inga underarter finns listade i Catalogue of Life.